# Marijan Bartolić
Marijan Bartolić (Karojba, 28. ožujka 1928. – Pula, 2. srpnja 2016.), hrvatski katolički svećenik Porečke i Pulske biskupije, istaknuti član prezbiterija Porečke i Pulske biskupije, kapelan Njegove Svetosti Ivana Pavla II., generalni vikar biskupije

## Životopis
Rođen je u Karojbi 1928. godine, od oca Ivana i Zore r. Mogorović. Imao je dvije starije sestre. U rodnoj Karojbi pohađao je osnovnu, u Poreču, Koparskom sjemeništu i Pazinu srednju školu. Ispit zrelosti položio je 1947. godine. U Puli je 1951. godine primio red prezbiterata po rukama biskupa Dragutina Nežića. U rodnom mjestu proslavio je mladu misu 19. kolovoza 1951. godine. U Rijeci je pohađao bogosloviju i filozofsko-teološki studij. Studij je nakratko prekinuo zbog odsluženja vojnog roka u Tuzli. Naučio je talijanski, njemački i francuski jezik.
Od rujna 1951. biva župnik je Kanfanara i Barata sve do 1955. godine. Sljedećih desetak godina župnik je u Svetvinčentu i Juršićima. Od 1965. premješten je u druge župe. Do 1974. vodio je župe Kaštelir i Labinci u Porečkom dekanatu. Godine 1974. u novom je dekanatu, Umaško-oprtaljskom, gdje je upravljao župama Umag i Petrovija. Nakon toga uspinje se u lokalnoj crkvenoj hijerarhiji. Imenovan je za generalnog vikara prosinca 1984. godine i sljedeća dva desetljeća, do umirovljenja u rujnu 2004. godine obnašao je razne dužnosti pri Ordinarijatu u Poreču. Generalni je vikar bio dvojici biskupa, Antunu Bogetiću i Ivanu Milovanu. Konzultor pri Ordinarijatu je od 1985. godine. Od ožujka 2000. godine dionik je u kauzi za beatifikaciju Sluge Božjeg Miroslava Bulešića kao promicatelj pravde.
19. rujna 1994. dočekala ga je nova počast. Imenovan je monsignorom kapelanom Njegove Svetosti Ivana Pavla II.
Po odlasku u mirovinu živio je u porečkoj župi. Redovito je ispovijedao i pastoralno pomagao u porečkoj župi. Biskupa Nežića naslijedio je u brizi za Biskupijski arhiv. Umro je u pulskoj bolnici 2. srpnja 2016. godine. 5. srpnja bio je sprovod i misa na gradskom groblju u Poreču.

## Djela
Napisao je više knjiga različitih tematika. Ističu se prva objavljena knjigu o bl. Miroslavu Bulešiću, naslova "Miroslav Bulešić sluga Božji". 1991. je godine napisao prvu knjigu o bl. Bulešiću na talijanskom jeziku naslova "Don Miro, un martire dell' Istria".
Napisao knjigu o mons. Ivanu Paviću i Odaziv srca: crtice i doživljaji o svećeničkom zvanju.
Priredio djelo Crkva u Istri: osobe, mjesta i drugi podaci Porečke i Pulske biskupije (priredili Marijan Bartolić, Ivan Grah) (više izdanja). Priredio Pjesma koja ne stari : crtice, doživljaji i svjedočenja o svećeničkom pozivu. Pisao za Godišnjak Porečke i Pulske biskupije i za Istarsku Danicu. Priredio Listajući život: životna mudrost u pričama i zgodama (ilustrirao Branko Orbanić), Mozaik biskupa Nežića. Uredio molitvenik Oče naš (uredili Marijan Bartolić i Ivan Milovan). Urednik Službenog vjesnika Porečko-pulske biskupije.